# ۱۷۸ (پیش از میلاد)
۱۷۸ (پیش از میلاد) ۱۷۸مین سال قبل از تقویم میلادی است.